# YWAM Liberty
Die YWAM Liberty ist ein Hospitalschiff der Organisation Youth With A Mission (YWAM). Das als Ankerziehschlepper gebaute Schiff wurde von 1988 bis 2017 für die Versorgung der französischen Forschungsstationen in der Antarktis und als Forschungsschiff genutzt.

## Geschichte
Das Schiff wurde unter der Baunummer 567 als Ankerziehschlepper auf der Werft Ferguson-Ailsa in Port Glasgow für John Townsend Marine in Vancouver, Kanada, gebaut. Der Stapellauf fand am 17. Oktober 1985 statt. Die Fertigstellung des Schiffes erfolgte im Juli 1986. Das Schiff kam unter der Flagge Kanadas in Fahrt, Heimathafen wurde Vancouver.

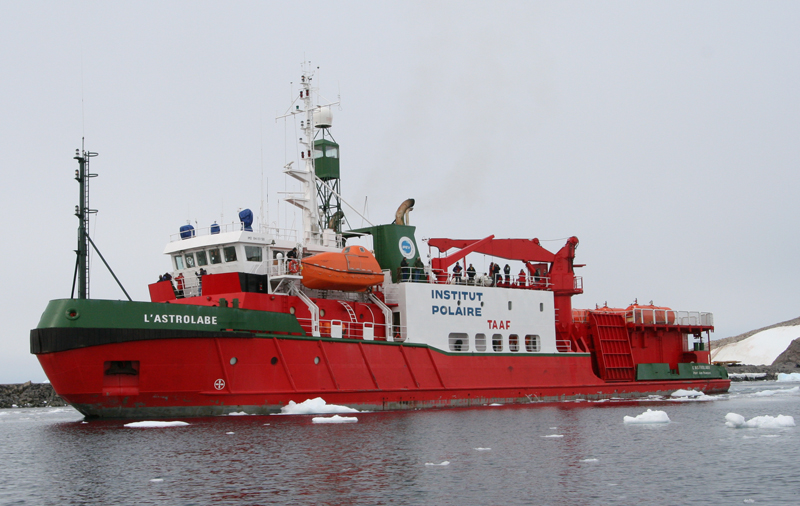
L’Astrolabe

1988 wurde das Schiff nach Großbritannien verkauft und in Austral Fish umbenannt. Kurze Zeit später wurde es nach Frankreich weiterverkauft. Neuer Name des Schiffes wurde L’Astrolabe. Für den Einsatz als Forschungs- und Versorgungsschiff durch das Vorläuferinstitut des 1992 gegründeten Französischen Polarinstituts Paul-Émile-Victor wurde es umfangreich umgebaut. Auf dem hinter dem im vorderen Bereich des Schiffes angeordneten Deckshaus liegenden Arbeitsdeck wurden zusätzliche Decksaufbauten errichtet, um Platz für weitere Kabinen und zusätzliche Räume zu schaffen. An Bord war nun Platz für 62 Personen, 12 Besatzungsmitglieder und 50 Passagiere, die in 13 Kabinen untergebracht werden konnten. Außerdem stand eine Krankenstation mit zwei Betten zur Verfügung. Auf die Decksaufbauten wurde ein Mast mit einem geschlossenen Ausguck aufgesetzt. Weiterhin wurde ein Laderaum eingerichtet. Im Laderaum standen 320 m² Fläche zur Verfügung. Das Deck kann mit 5 t/m² belastet werden. Der Laderaum war über eine 10,5 × 3,7 m große Luke zugänglich. Oberhalb des Laderaums stehen 160 m² offene Decksfläche zur Verfügung. Im hinteren Bereich des Schiffes ist eine Hubschrauberlandeplattform installiert. Die Plattform kann mit 2 t/m² belastet werden und ist für den Betrieb von Lama- oder Écureuil-Hubschraubern geeignet.
Das Schiff wurde im Sommer auf der Südhalbkugel für rund vier Monate von der Verwaltung der französischen Süd- und Antarktisgebiete und dem Französischen Polarinstitut Paul-Émile-Victor bzw. dessen Vorläuferinstitut für die Versorgung der Antarktisstationen Dumont-d’Urville-Station in Adélieland und Station Dome Concordia eingesetzt. Während der Versorgungsfahrten wurde es auch für Forschungszwecke genutzt.
Im August 1991 wurde mit dem Schiff eine Expedition durch die Nordostpassage von Norwegen nach Japan durchgeführt. Es war die erste Passage des Seeweges durch ein ausländisches Schiff seit der Maud-Expedition von Roald Amundsen 1918–1920.
Nach der Antarktissaison 2016/2017 wurde das Schiff außer Dienst gestellt und später durch einen gleichnamigen Neubau ersetzt. Im März 2017 wurde es an die christlich-missionarische Organisation Youth With A Mission verkauft, die es in YWAM Liberty umbenannte. Das Schiff wurde zu einem Hospitalschiff umgebaut. Dabei wurden 20-Fuß-Container in den früheren Laderaum eingebaut, die beispielsweise als Behandlungsraum, Labor oder Apotheke ausgestattet sind. YWAM setzt das Schiff in Papua-Neuguinea zur medizinischen Versorgung, Ausbildung und Entwicklungshilfe ein. Ein Teil des Laderaums wird weiterhin für den Transport von Versorgungsgütern und Ausrüstungsgegenständen genutzt. An Bord ist Platz für acht weitere 20-Fuß-Container.

## Technische Daten
Das Schiff wird von zwei Viertakt-Achtzylinder-Dieselmotoren des Herstellers Mirrlees Blackstone (Typ: 8MB275) mit jeweils 2267 kW Leistung angetrieben. Die Motoren wirken über Untersetzungsgetriebe auf zwei Verstellpropeller. Das Schiff ist mit einem Bugstrahlruder ausgestattet. Es verfügt über ein System zur dynamischen Positionierung (DP1). Für die Stromerzeugung an Bord stehen drei Caterpillar-Dieselgeneratoren (Typ: 3408) mit jeweils 300 kW Leistung (375 kVA Scheinleistung) zur Verfügung.
Auf der offenen Decksfläche ist auf der Backbordseite ein Kran installiert, der bei einer Auslage von 8,5 m 32 t heben kann. Ein zweiter Kran, der bei einer Auslage von 6 m 1 t heben kann, befindet sich auf der Steuerbordseite. Am Heck ist ein Heckgalgen installiert, der 20 t heben kann.
Die Reichweite des Schiffes beträgt 12.000 Seemeilen bei einer Geschwindigkeit von 12 kn. Der Rumpf des Schiffes ist eisverstärkt (Eisklasse 1A Super).